# Vieux Crabe
Le Vieux Crabe est, depuis 1987, un voilier de promenade et de croisière. Basé dans le port d'Agde puis au port de Fontvieille à Monaco, c'est un ancien thonier-coquillier à voile breton, construit en 1951 au chantier naval Joseph Keraudren à Camaret et détruit en décembre 2021 au chantier naval IMS 700 à Saint-Mandrier-sur-Mer.

## Histoire
Le Vieux Crabe est un voilier dundee de pêche construit en 1951 par le chantier naval Joseph Keraudren, installé à Camaret. Mis en service en 1952, il porte alors le nom de Guy Milo et l’immatriculation CM 2978. Utilisé pour la pêche au large des Acores,, il est alors basé au port de Morgat et commandé par Le Jollec. Il navigue à cette époque avec une coque blanche, tandis que ses superstructures sont vert foncés. Deux perches, nommées des tangons, sont installées sur son pont et basculent sur les flancs pour tirer un filet lorsque le navire est en pêche. 
Il change quelquefois de couleurs par la suite, avec la peinture de la partie supérieure de sa coque en vert foncé dans la seconde moitié des années 1950, avec un liseré jaune qui devient orange en 1973. En 1976, le navire est ré immatriculé et devient le CM 231617.
Le Guy Milo rentre de sa dernière campagne de pêche en septembre 1981, avant d’être désarmé et amarré à Port-Launay dans l’attente d’un éventuel repreneur. Il est repris en 1984 par un particulier, Henri, qui le convertit à la plaisance avec le projet de l’utiliser pour faire des plongées au Cap-Vert, mais celui-ci est abandonné et le navire est désarmé au Cap d’Agde et remis en vente. 

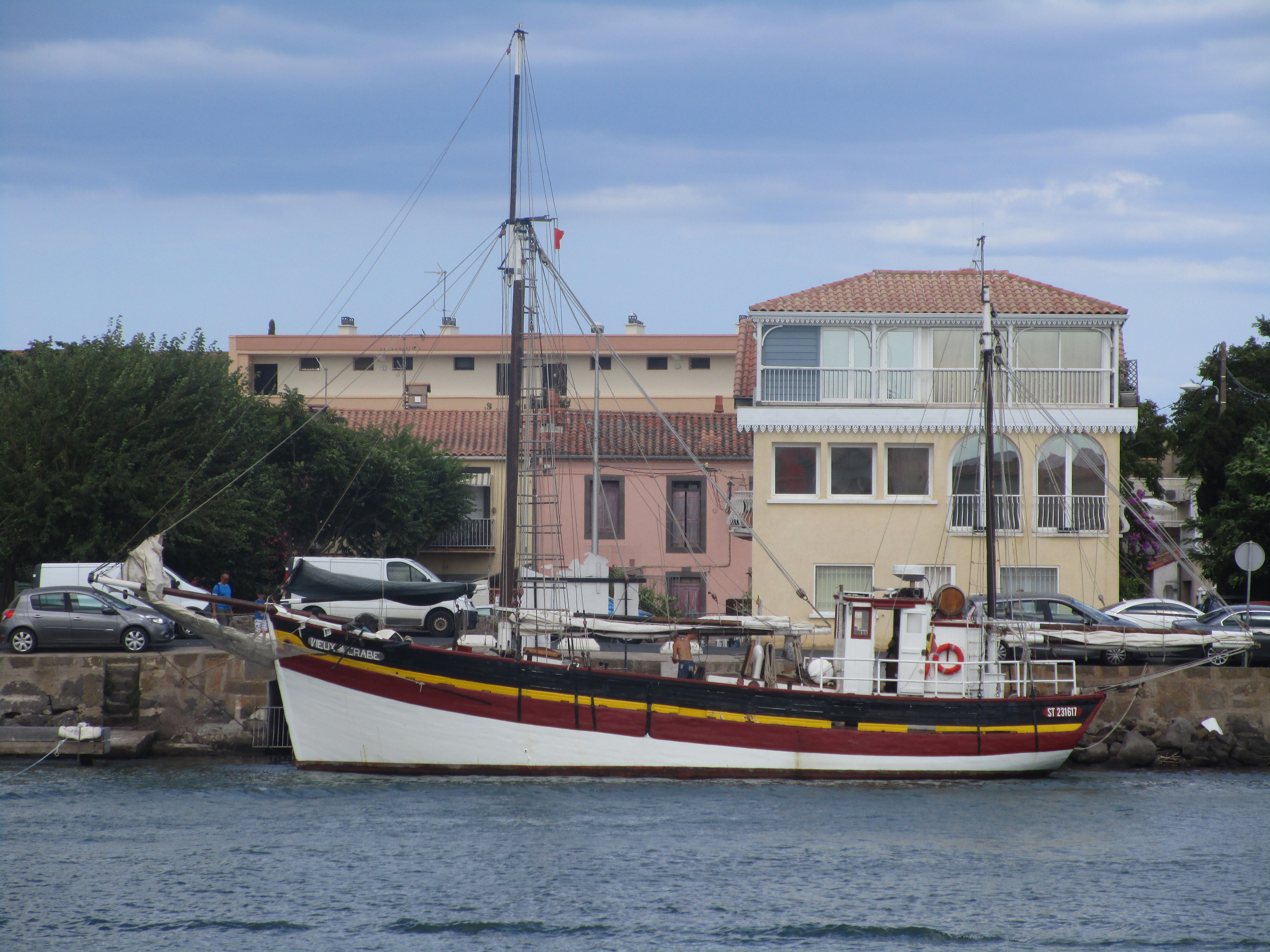
Devenu le Vieux Crabe en 1987, il assure des excursions en mer Méditerranée au départ du Grau d’Agde.

Il est alors racheté en 1987 par Michel Rezé, ancien capitaine dans la marine marchande, qui le renomme Vieux Crabe. Ré immatriculé ST 231617 et peint en blanc, à l’exception d'un large liseré rouge surmonté d'un plus petit de couleur jaune qui ceinturent sa coque, il assure alors des croisières en mer Méditerranée, arborant alors une coque blanche, avec  
Il navigue également plus loin, puisqu’il assure un voyage jusqu’à Brest en 2000,, mais participe également aux événements plus proches de son port d’attache, notamment les éditions 2010, 2012, 2014, 2016 et 2018 de l’Escale à Sète.
Toutefois, avec la reprise du chantier naval aghatois Marine et Compagnie par son propriétaire en 2006, le navire n’effectue plus que des sorties à la demi-journée. Labellisé bateau d'intérêt patrimonial en 2016 par l’Association patrimoine maritime et fluvial, il nécessite toutefois un entretien de plus en plus important et chronophage pour Michel Rezé qui, en plus de son chantier naval et du vieux Crabe, est propriétaire d’un trois-mâts à voiles latines, baptisé L’Ange-Gardien, racheté cette même année. Il envisage dès lors de se séparer du plus gros des deux navires, le Vieux Crabe.
En mars 2019, il est revendu à la société monégasque Vieux Crabe Monaco,, qui conserve son nom, et dont l’objectif est de l’utiliser pour faire naviguer des enfants handicapés, mais aussi de l’utiliser pour des événements tel que le Grand Prix automobile de Monaco,. Il quitte Agde le 22 mars pour le chantier naval de Villefranche-sur-Mer, avant de rejoindre le port de Fontvieille, où il est béni par Bernard Barsi, alors archevêque de Monaco, le 27 avril 2019. En 2020, sa labellisation d'intérêt patrimonial n’est pas renouvelée, le label étant réservé aux navires français.

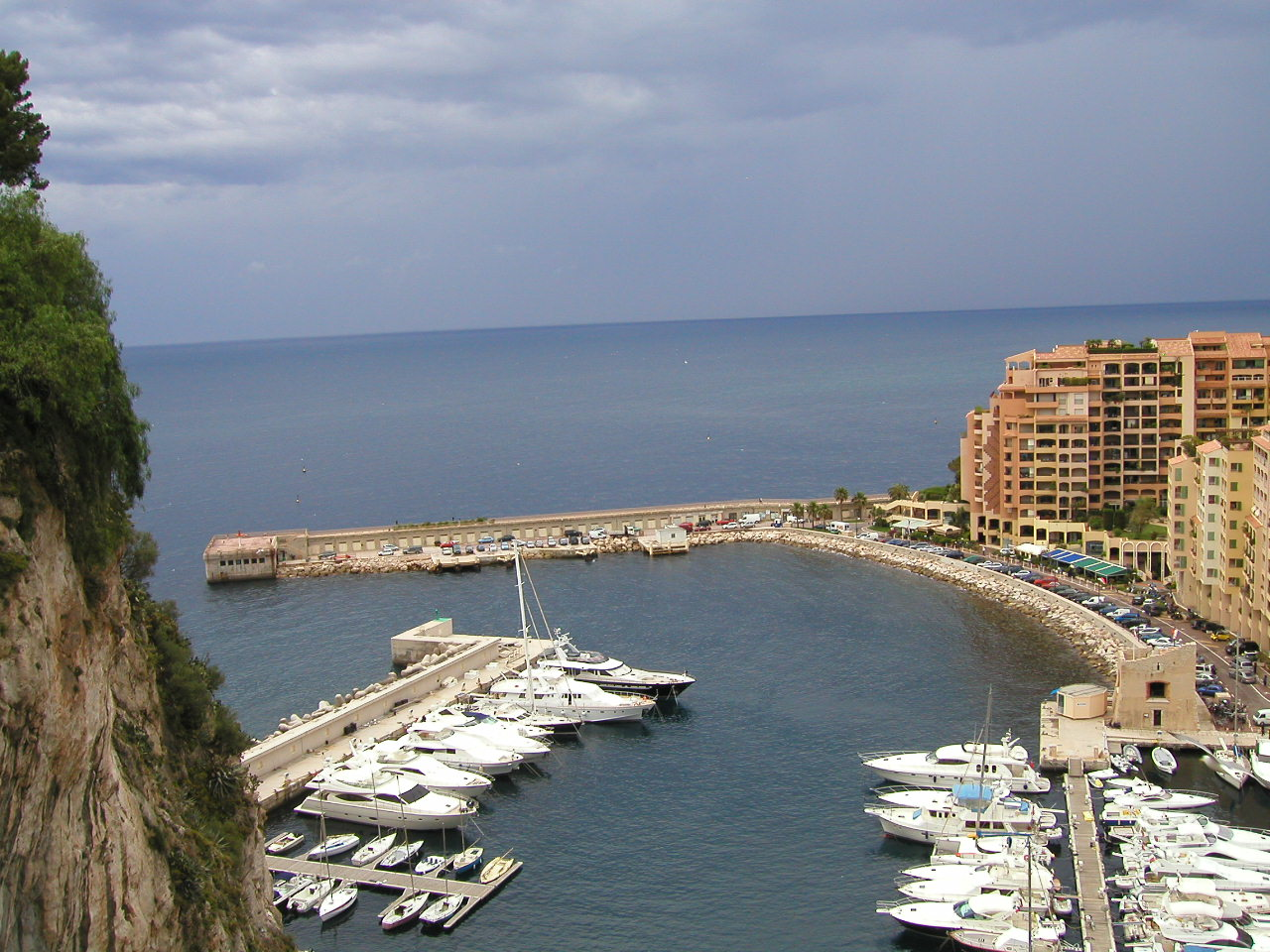
Le Vieux Crabe sombre contre la jetée du port de Fontvieille (à gauche) dans la nuit du 31 octobre 2021.

L’aventure est toutefois de courte durée et s’achève brutalement dans la nuit du 31 octobre 2021. A cette date, le navire sombre à son quai, contre la jetée du port de Fontvieille, par 7 mètres de fond. Une légère pollution est détectée, entrainant la mise en place du dispositif de lutte contre la pollution, avec notamment un barrage anti-pollution, des boudins absorbants, des produits dispersants écologiques… 
Le démantèlement sur place est écarté dès le début afin d’éviter une nouvelle pollution sous-marine. Le renflouement, devenu la seule option, est d’abord envisagé dès le lendemain du sinistre, mais finalement reporté devant la complexité de l’opération, notamment liée à la taille du navire, et les questions liées à l’assurance. Les réservoirs de carburant sont toutefois vidés par une équipe de plongeurs.
Les conditions météo et les difficultés entrainent un long délai avant d’envisager un renflouement en sécurité. Il faut attendre jusqu’au 11 décembre 2021 pour que la société Trasomar, mandatée par le gouvernement monégasque, ne parvienne à extraire la carcasse de 80 tonnes du fond du port à l’aide d’une grue posée sur une barge. Une large brèche à l’avant gauche est alors découverte, mais rien ne permet de définir si elle est liée au naufrage ou si elle a été causée par le choc avec le fond.
L’épave est alors emmenée au chantier naval IMS 700 Shipyard de Saint-Mandrier-sur-Mer pour expertise. Déclarée économiquement irréparable par son assureur, elle est dépolluée et détruite par la société EcoBoat.
Au moment de son naufrage, le Vieux Crabe était le plus vieux thonier encore en service de la génération des dundees ligneurs à moteur de Camaret.

## Caractéristiques

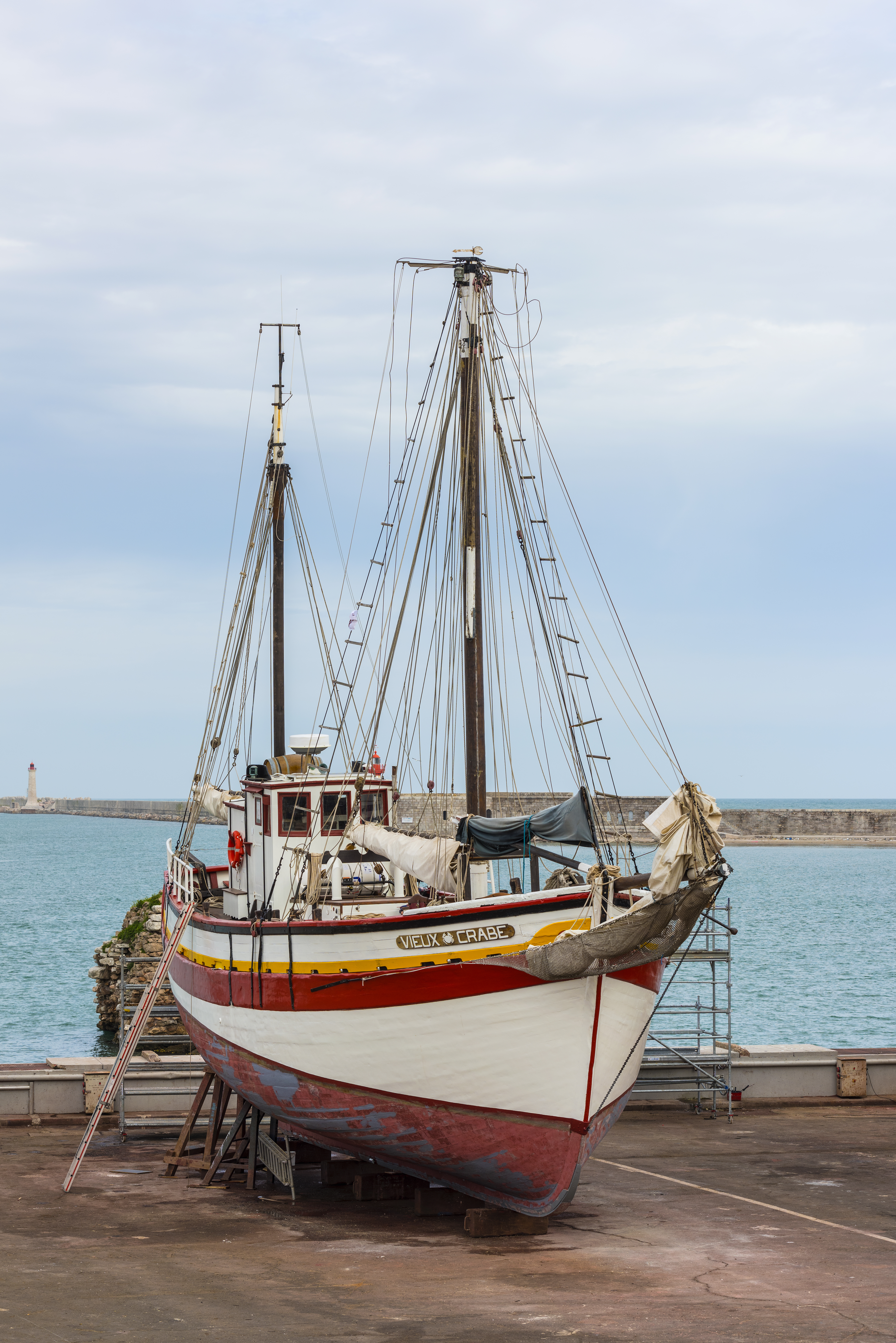
Le Vieux Crabe à sec lors d’une visite technique à Sète.

### Caractéristiques techniques
Le Vieux Crabe dispose d’une coque en bois. Sa largeur est de 5,6 mètres, avec un tirant d’eau de 2,2 m pour 16 m de tirant d’air,. Sa longueur est de 16 mètres au niveau de la ligne de flottaison, tandis que la coque mesure 17,6 m à son point le plus long,. Si on y ajoute les autres éléments, la longueur du navire monte jusqu’à 25 mètres. Son tonnage brut est d’environ 70 t, avec une jauge brute de 45 tonneaux,.

### Propulsion
Il est propulsé par un moteur Diesel Baudouin DNK6, capable de produire 120 ch. Il est complété par un ensemble de voiles, qui peuvent être hissés sur les deux mats du navire. Au maximum, sa voilure atteint 215 m², à l’aide d’un ensemble de 9 voiles en polyster de couleur blanc écru. Par ordre de grandeur de la plus grande à la plus petite, on trouve une grande voile aurique de 55m², un grand foc de type genoa de 40 m², un tape-cul aurique de 30m², une fortune carrée de 25m², un petit foc de 20m², une trinquette bômée de 15m², un clin foc de 12m², une flèche de grande voile de 10m², et enfin une flèche au tiers de Tape-cul de 8 m²).

### Dispositifs de sécurité

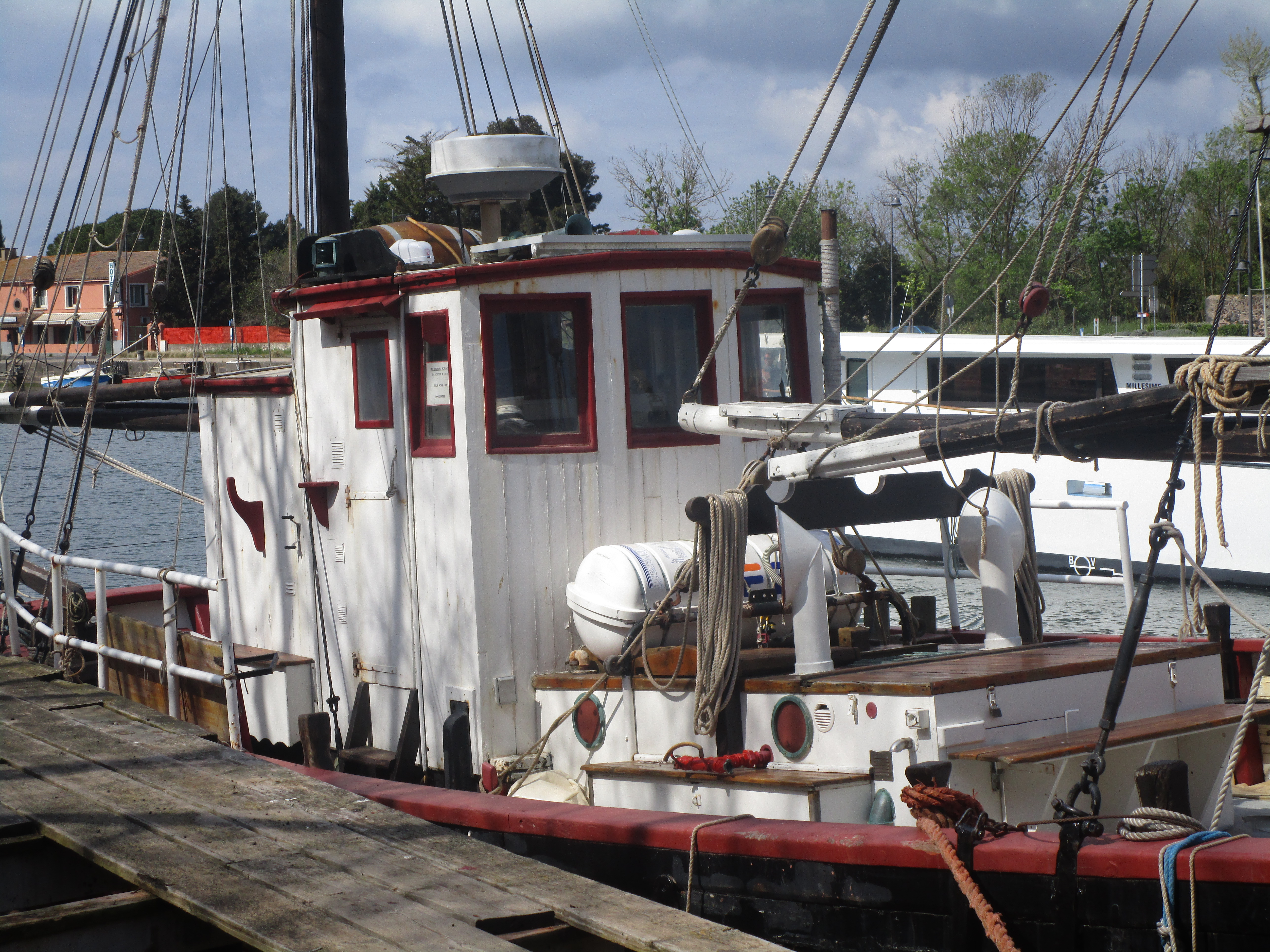
Le Vieux Crabe dispose d’un radeau de sauvetage gonflable, visible devant sa timonerie, ainsi que de bouées de sauvetage.

Compte tenu de sa faible capacité, le Vieux Crabe ne dispose pas d’une importante drome de sauvetage. Celle-ci se limite à un radeau de sauvetage gonflable, posé devant sa timonerie, ainsi que deux bouées de sauvetage installées de part et d’autre du poste de pilotage.

### Conception et aménagement intérieur
Le pont supérieur ne comporte que la timonerie du Vieux Crabe, qui sert également de cuisine, ainsi que deux roofs pour accéder au pont inférieur.
Ce dernier se décompose en plusieurs parties, toutes emménagées en bois. Le poste arrière, dit du patron, comporte 2 couchettes larges et deux lits clos, dits couchettes "mousses". En remontant vers l’avant, on trouve dans le carré central cinq cabines de 2 couchettes superposées, ainsi qu’une salle de bain avec cabine de douche. Les WC, séparés, précèdent la salle à manger, qui comporte une table avec banquettes pouvant accueillir jusqu’à 12 personnes. Enfin, le poste avant accueillie 4 couchettes superposées, à raison de deux sur chaque bord. Au-delà se trouvent des coffres pour ranger les voiles, ainsi qu’un accès aux puits à chaines, séparés du reste du navire par une cloison étanche.

## Dans la culture

### Événements

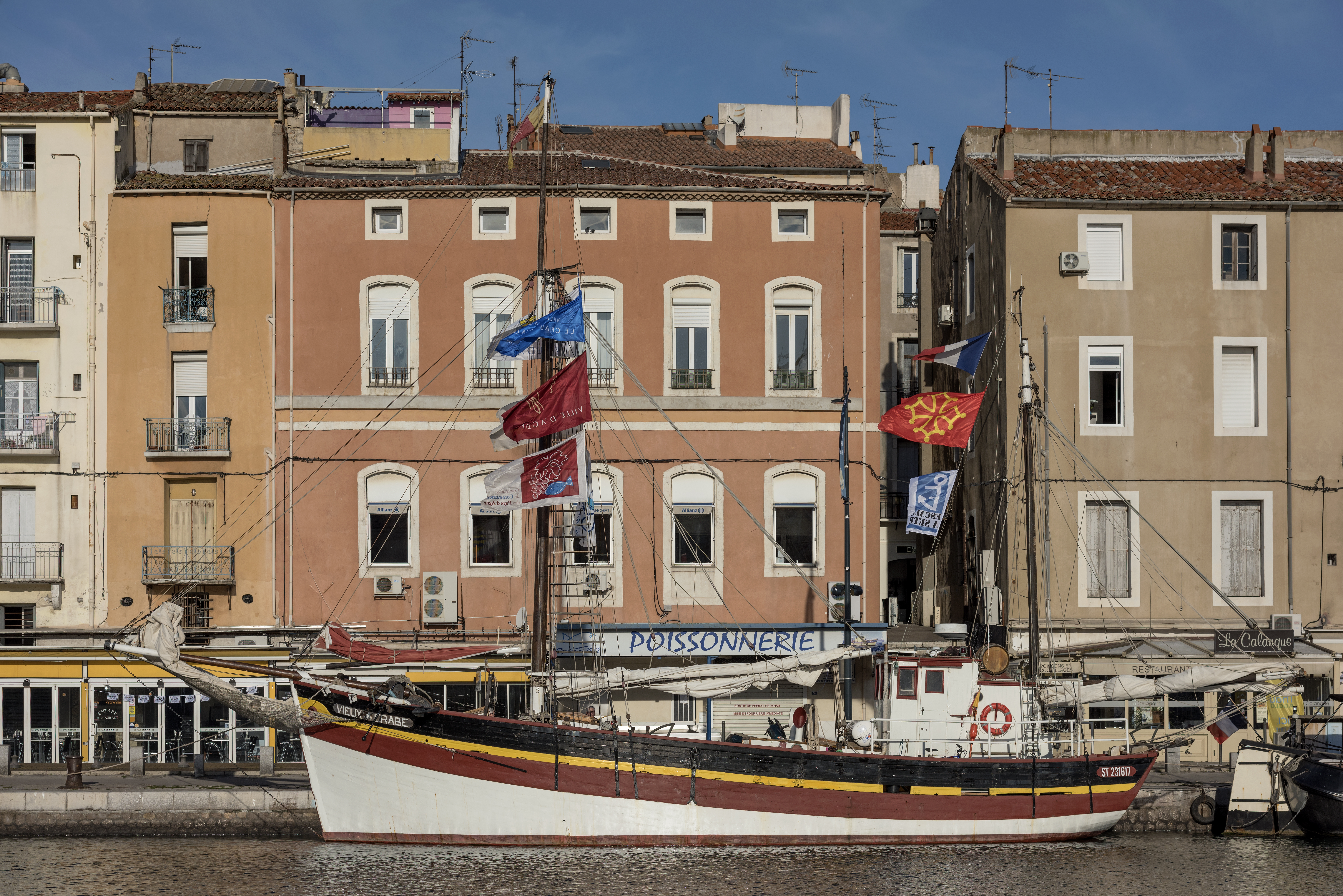
Le Vieux Crabe est présent à toutes les éditions d’Escale à Sète de 2010 à 2018.

Le Vieux Crabe est présent lors de nombreuses manifestations. Il participe notamment aux festivités du 400ème anniversaire de la naissance de Claude Terrisse à Agde en 1998, puis à un événement à Brest en 2000,. Il est également un visiteur régulier du port de Sète, notamment dans le cadre de l’Escale à Sète, grand rassemblement maritime bi-annuel, auquel il participe de la création de l’événement en 2010 à 2018,,, la dernière édition avant sa vente.

### Cartes postales et objets dérivés
Véritable symbole du Grau-d'Agde, le Vieux Crabe est présent sur un grand nombre de cartes postales du quartier, dont il est parfois le seul sujet, mais aussi sur des produits dérivés, notamment de la vaisselle (dessous de table, tasse...). De manière plus anecdotique, on le retrouve également comme illustration sur le sept de carreau dans un jeu de cartes édité par les éditions APA POUX en juin 2002.

### Film
Un reportage filmé de 26 minutes est dédié au Vieux Crabe. Réalisé en 1997 par Jack Wauthier, il raconte l’histoire du navire et présente son usage de l’époque.